# Luodong (Yilan)
Luodong (chinesisch 羅東鎮, Pinyin Luódōng Zhèn, Pe̍h-ōe-jī Lô-tong-tìn) ist eine Stadtgemeinde (chinesisch 鎮, Pinyin Zhèn) im Landkreis Yilan im Nordosten der Republik China (Taiwan). Luodong weist die kleinste Fläche und gleichzeitig die größte Bevölkerungsdichte unter allen Stadtgemeinden Taiwans auf.

## Lage und Geschichte
Luodong liegt unweit der Pazifikküste in der Yilan-Ebene östlich des Xueshan-Gebirges. Aufgrund seiner Lage wurde das Gebiet erst zu Beginn des 19. Jahrhunderts von chinesischen Einwanderern besiedelt. Der Name der Gemeinde leitet sich von dem Ortsnamen Lutung aus der Sprache der zuvor hier ansässigen Ureinwohner vom Stamm der Kavalan ab. Der ursprünglich von Landwirtschaft geprägte Ort wurde zur Zeit der japanischen Herrschaft über Taiwan ein wichtiger Verarbeitungs- und Umschlageplatz für das im Gebirge geschlagene Holz, das durch die Luodong-Waldbahn aus dem Bergland herantransportiert wurde, woraus Bevölkerungswachstum und Verstädterung resultierten. Nach dem Ende des Holzeinschlags im Jahr 1982 verloren Holzindustrie und -transport schnell an Bedeutung.

## Bedeutung
Infolge jahrzehntelanger Verstädterung ist das Gebiet Luodongs mit dem Gebiet angrenzenden Stadt Yilan verschmolzen. Nach dem Ende der Holzindustrie ist Luodong heute vor allem als Geschäfts- und Einkaufszentrum von Bedeutung und über die Nationalstraße 5 und eine Eisenbahnlinie mit den Metropolen Nordtaiwans verbunden.

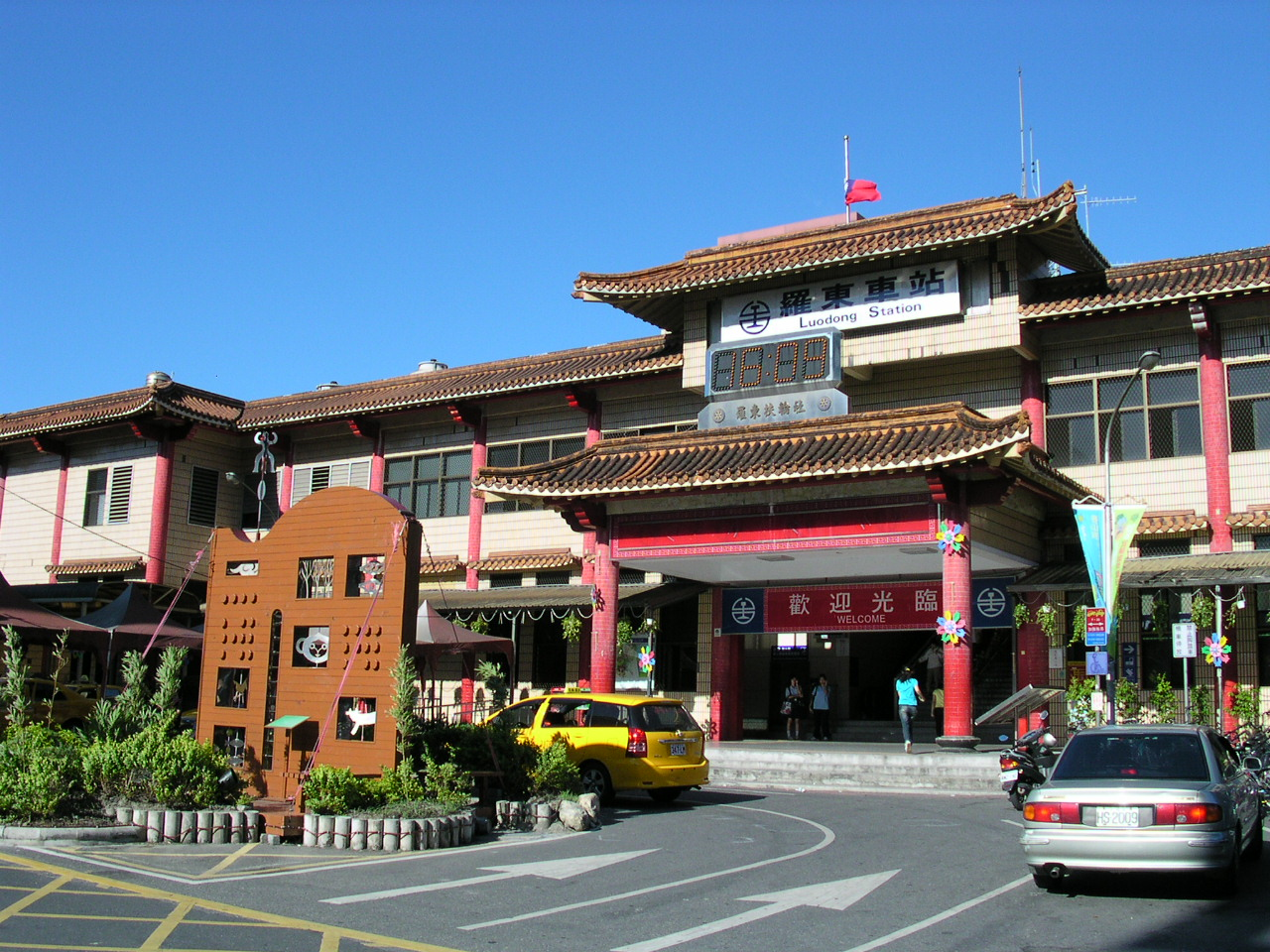
Bahnhof
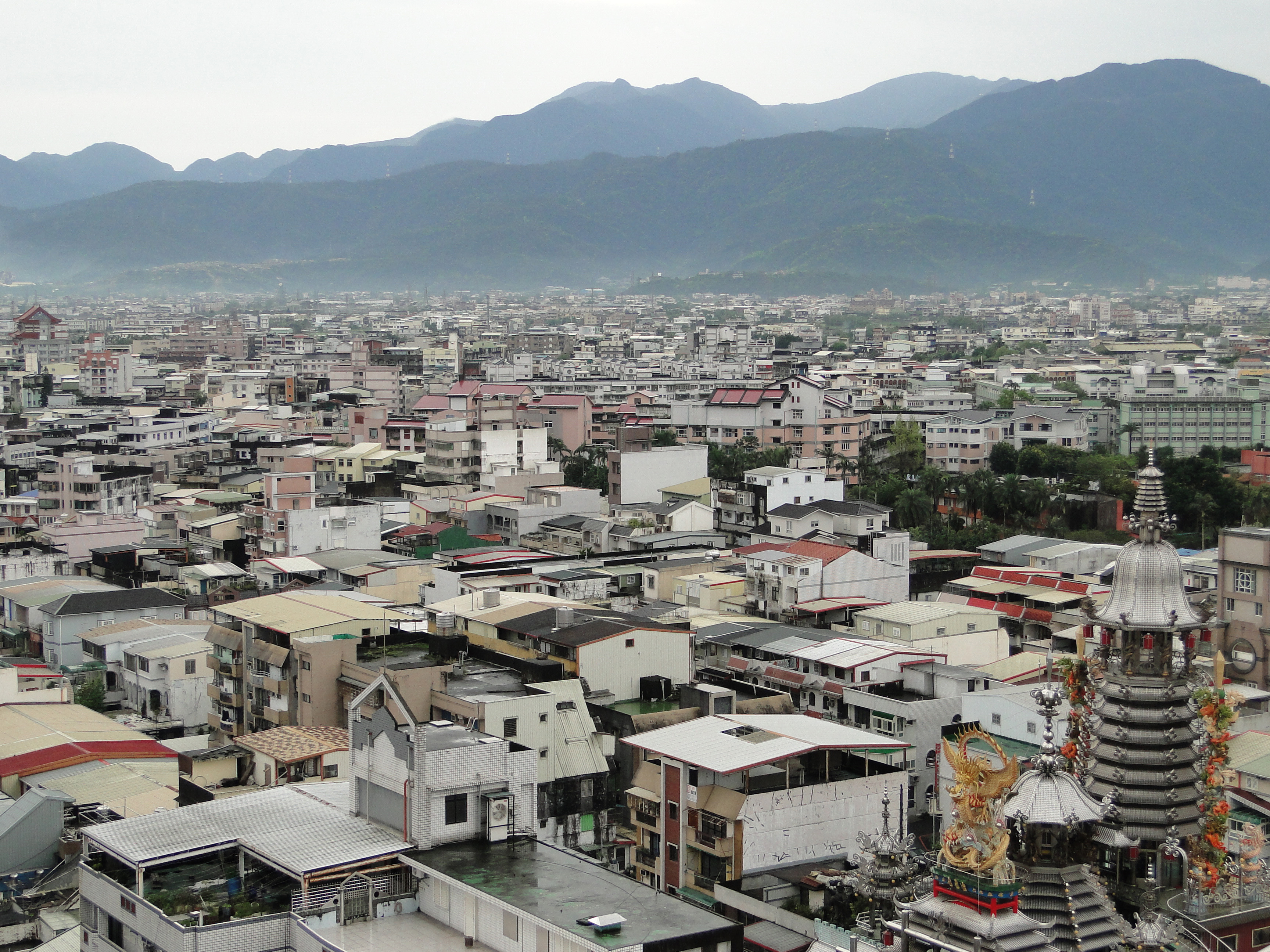
Blick auf Luodong
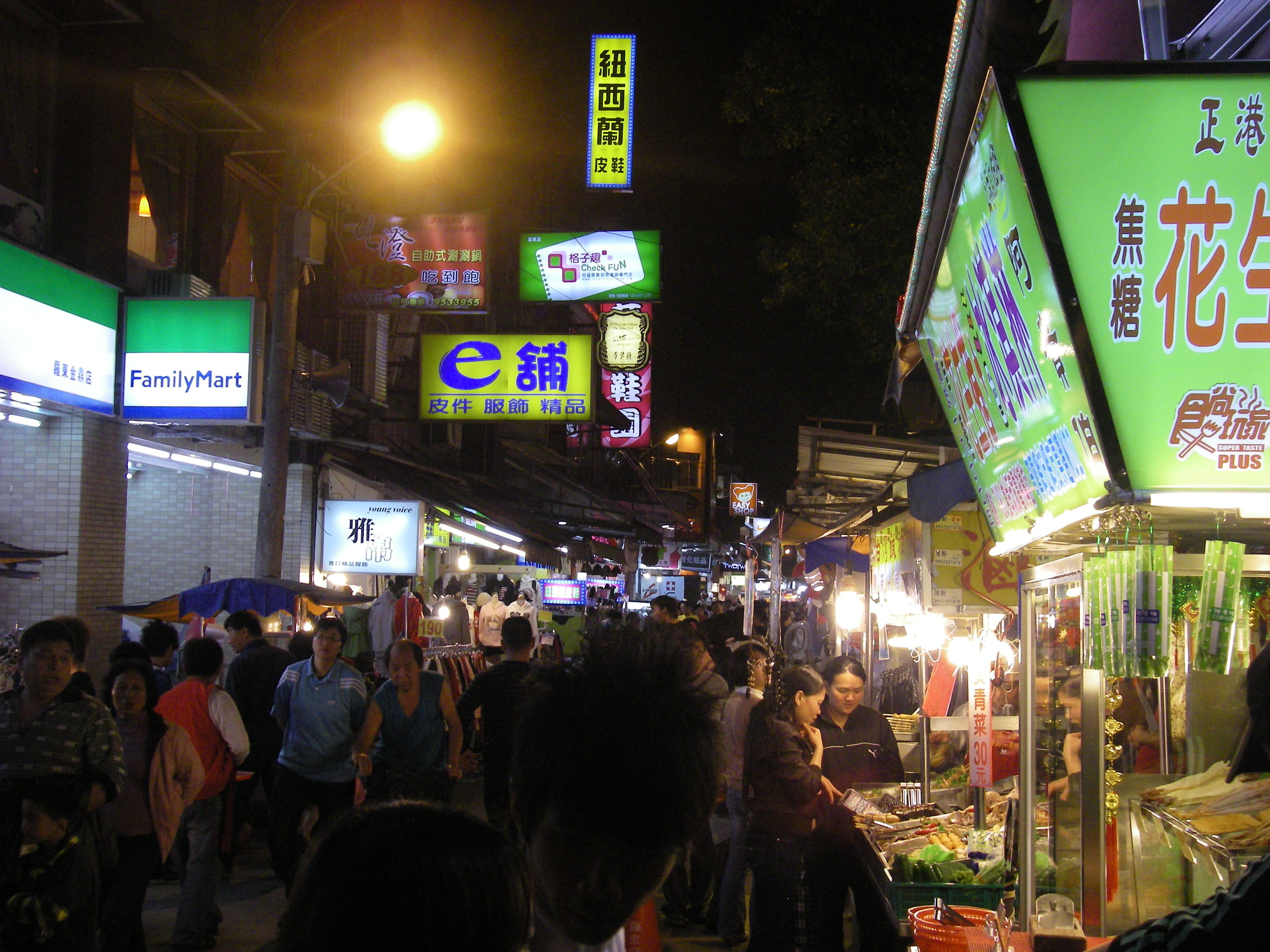
Nachtmarkt